# 엔젤 다크
엔젤 다크(Angel Dark, 1982년 4월 11일 ~ )는 슬로바키아의 포르노 배우, 모델이다. 2011 AVN상 올해의 외국 여성 퍼포머상 수상자이다.